# Юрген Еккеленкамп
Юрген Еккеленкамп (нід. Jurgen Ekkelenkamp, нар. 5 квітня 2000, Зайст, Нідерланди) — нідерландський футболіст, центральний півзахисник італійського клубу «Удінезе».

## Ігрова кар'єра

### Клубна
Першим клубом в кар'рі Еккеленкампа був «Алмере Сіті». У 2013 році він приєднався до футбольної академії столичного «Аякса». З 2018 року футболіст витупав за дублюючий склад «Йонг Аякс». У квітні 2019 року Еккеленкамп дебютував у турнірі Ередивізі. За чотири сезони у складі «Аякса» Еккеленкамп виграв два чемпіонати Нідерландів, два національних Кубки та Суперкубок.
У серпні 2021 року футболіст підписав чотирирічний контракт з берлінською «Гертою». 17 вересня у матчі проти «Гройтер Фюрт» Еккеленкамп дебютував у Бундеслізі і в першому ж матчі відзначився забитим голом.
Сезон 2022/23 півзахисник почав у складі бельгійського клубу «Антверпен». 14 серпня він зіграв першу гру у новій команді. Своєю грою Еккелькамп допоміг клубу виграти чемпіонат Бельгії та національний Кубок.
6 серпня 2024 року перейшов в італійський «Удінезе», підписавши угоду на п'ять років.

### Збірна
Юрген Еккелькамп виступав у юнацьких та молодіжній збірній Нідерландів.

## Титули
Аякс
- Чемпіон Нідерландів (2): 2019/20, 2020/21
- Переможець Кубка Нідерландів (2): 2019/20, 2020/21
- Переможець Суперкубка Нідерландів: 2019

Антверпен
- Чемпіон Бельгії: 2022/23
- Переможець Кубка Бельгії: 2022/23